# Восемнадцать лет (песня)
Восемнадцать лет — советская песня.

## История
Написана в 1958 году. Композитор — руководитель Пензенского русского народного хора Октябрь Гришин, автор слов — на тот момент молодой поэт, демобилизованный морской офицер-фронтовик Владимир Застрожный. Исполняли песню Вера Аношина и Пензенский русский народный хор (в 1983 году хору присвоено имя его создателя — народного артиста РСФСР Октября Васильевича Гришина).
Впервые песня была исполнена на сцене Пензенского драматического театра, однако была не замечена публикой. Популярной она стала лишь после исполнения на концертной сцене Кремлёвского дворца осенью 1961 года, где покорила сердца не только зрителей многотысячного зала, но и первых лиц страны — первого секретаря ЦК партии Никиты Сергеевича Хрущёва и министра культуры СССР Екатерины Алексеевны Фурцевой. После песня была передана по Всесоюзному радио.
Песня отмечена Малой серебряной медалью ВДНХ, переведена на немецкий и японский языки — за исполнение песни «Восемнадцать лет» на немецком языке Пензенский русский народный хор имени Октября Гришина получил в Берлине золотую медаль, «Песня года» в Японии.

Всероссийскую известность получила песня Октября Гришина на слова Владимира Застрожного «Восемнадцать лет». Она звучала по всесоюзному радио и телевидению, ее включали в программы ведущие солисты страны и хоры других городов. Ее прелесть в яркой самобытной музыке, которая придает словам ту задушевность, полет и пространство. Наверное, не случайно на протяжении двадцати лет мелодия песни являлась позывными на Пензенском радио, под нее отправляются поезда с вокзала Пенза-I во все уголки нашей Родины, а сейчас она звучит в качестве звонков перед спектаклем в Пензенском драматическом театре.— «История музыкальной культуры города Пензы, 2017

### Сюжет и текст песни
Из воспоминаний народного артиста РСФСР Октября Гришина: «Однажды Владимир Кириллович предложил написать мне песню о любви, о чувстве, которое всю жизнь остается дорогим и памятным. Показал четверостишье. В нем была строчка про 18 лет. Решили сделать ее более определенной, ключевой. Вскоре Владимир Кириллович написал окончательный текст. Слова наполнены мечтательным настроением, чувства выражены сдержанно, ненавязчиво. Героиня делится своими чувствами доверчиво, чуть задумчиво. Ее порыв несет истинную человечность, нежность, ожидание счастья. Со всеми это было… Музыка написалась не сразу. Было несколько вариантов. Шла весна. Хрустальный звон апреля, радостная небесная синь, улыбки солнца, несомненно, помогли зазвучать мелодии в ее окончательном варианте».

### Триумф песни
Песня «Восемнадцать лет» стала невероятно популярной после концерта в Кремлёвском дворце в 1961 году. На концерте присутствовали самые именитые творческие коллективы союзных республик и областей страны. От Пензы пригласили Пензенский русский народный хор. В день концерта зал был полон, в правительственной ложе находились министр культуры Екатерина Алексеевна Фурцева и первый секретарь ЦК КПСС Никита Сергеевич Хрущев.
- Вышла на сцену и думаю: всё, тут моя погибель пришла, ведь голос не до конца восстановился, — вспоминала Вера Степановна Аношина, солистка хора, - Пропела. Последние аккорды стихли. А в зале — гробовая тишина, будто никого нет. Поклонились — тишина. В глазах моих потемнело: мы провалились. Из-за меня. За кулисами стоял бледный как мел Октябрь Васильевич. Прислонившись к стенке, он дрожащими руками пил валерьянку. На сцене тем временем появился грузинский коллектив — статные эмоциональные парни с большими блестящими саблями. И, вдруг — взрыв аплодисментов, ярких, горячих. Организаторы концерта опешили. Режиссер кричит: «Быстро стройте коллектив! И на сцену!».

Кремлёвский Дворец съездов. Каждому из коллективов-участников разрешалось исполнить всего по одной песне. На концерте присутствовал сам Никита Хрущев.
Когда отзвучали последние аккорды, в зале стояла гробовая тишина. Октябрь Гришин подумал: «Это провал», — и схватился за сердце. Вдруг зал разразился шквалом аплодисментов. Пока артистов уводили со сцены, из правительственной ложи примчался человек и, запыхавшись, передал просьбу Хрущева еще раз исполнить песню. Это был настоящий триумф.— Арина Шаталова - Создатель пензенского гимна // Молодой ленинец,  N13 (6954) 28 марта 2000
Концерт транслировался в прямом эфире. Пензенцы вышли на сцену во второй раз и под бурные овации, иногда не слыша самих себя, снова пропели песню от начала до конца.
Никита Сергеевич Хрущев познакомился с Верой Аношиной и пригласил ее вместе с авторами Октябрем Васильевичем Гришиным и Владимиром Кирилловичем Застрожным в свою ложу.

### В культуре
Песня «Восемнадцать лет» получила всенародное признание, стала своеобразным гимном, визитной карточкой Пензенской области. Она вошла в репертуар отечественных, профессиональных и самодеятельных коллективов и солистов. Её исполняют в Японии, Канаде, Англии, Америке, Германии.
Людмила Зыкина, хор Пятницкого, белорусский ансамбль «Сябры», популярный в прошлом ансамбль «БониДак» из Японии включили песню в свой репертуар.
За несколько часов до своей смерти, автор слов этой замечательной песни, поэт Владимир Кириллович Застрожный написал свое последнее стихотворение, оставив, по сути, всем нам, поклонникам этой песни, прекрасное творческое завещание:
«И пока на земле будут люди
Неизбежно встречать свой рассвет,
Знаю, верю, у каждого будет
Своя песнь — восемнадцать лет!»